# Eileen Hiscock
Eileen May Hiscock (* 25. August 1909 in Blackheath; † 3. September 1958 in London) 
war eine britische Leichtathletin und Olympiateilnehmerin.

## Leben und Erfolge
Bei den britischen Meisterschaften gewann sie die Goldmedaille über 100 Yards 1930. Über 100 Meter gewann sie Gold 1933, 1934 und 1935. Im 200-Meter-Lauf gewann sie 1933 die Goldmedaille. Hiscock gewann bei den British Empire Games 1934 in London die Goldmedaille über 100 Yards vor der Kanadierin Hilda Strike (Silber) und der Engländerin Lillian Chalmers (Bronze) und die Goldmedaille über 220 Yards vor der Kanadierin Aileen Meagher (Silber) und der Engländerin Nellie Halstead (Bronze).
Bei den Olympischen Sommerspielen 1932 in Los Angeles gewann sie die Bronzemedaille im 4-mal-100-Meter-Staffellauf zusammen mit ihren Teamkolleginnen Gwendoline Porter, Violet Webb und Nellie Halstead, hinter dem Team aus den USA und dem Team aus Kanada. Bei den Olympischen Sommerspielen 1936 in Berlin gewann sie die Mannschafts-Silbermedaille in der 4-mal-100-Meter-Staffel mit ihren Teamkolleginnen Violet Olney, Audrey Brown und Barbara Burke hinter dem Team aus den USA (Gold) und vor dem Team aus Kanada (Bronze).